# 奧古斯特 (普法爾茨-蘇爾茨巴赫伯爵)
奧古斯特（德語：August，1582年10月2日—1632年8月14日），普法爾茨-蘇爾茨巴赫伯爵，1614年至1632年在位。

## 家庭
1620年，奧古斯特與霍爾斯坦-戈托普公爵腓特烈三世的妹妹海德薇希（Hedwig）結婚，兩人共有3子2女：
1. 安娜·索菲（1621年—1675年）
2. 克里斯蒂安·奧古斯特（1622年—1708年）
3. 奧古斯塔·索菲（德语：Auguste Sophie von Pfalz-Sulzbach）（1624年—1682年）
4. 約翰·路德維希（德语：Johann Ludwig von Pfalz-Sulzbach）（1625年—1649年）
5. 菲利普·佛洛里努斯（英语：Philip Florinus of Sulzbach）（1630年—1703年）